# Eisgraue Fledermaus
Die Eisgraue Fledermaus, auch Weißgraue Fledermaus (Lasiurus cinereus), ist eine Fledermausart aus der Familie der Glattnasen (Vespertilionidae), die in Nord- und Südamerika beheimatet ist.
Der Gattungsname Lasiurus ist griechisch und bedeutet „behaarter Schwanz“. Der Artname cinereus ist lateinisch und bedeutet „asch-grau“.

## Beschreibung
Die Eisgraue Fledermaus ist mit 20–35 g Körpergewicht und einer Gesamtlänge von durchschnittlich 134,5 mm eine relative große Fledermaus. Die Weibchen sind dabei etwas größer als die Männchen. Die Ohren sind dick, kurz und rund, und erreichen nach vorne gelegt nicht die Nasenspitze. Der Tragus ist kurz und breit. Der Fuß ist halb so lang wie die Tibia und der Calcar.
Im Gegensatz zu anderen Vertretern der Gattung Lasiurus hat die Eisgraue Fledermaus kein rötliches oder gelbes, sondern ein dunkelbraunes Fell. Die Haare sind mit 6,8 mm ungewöhnlich lang und besitzen eine weiße Spitze, der die Art ihren Namen verdankt. Am Daumenansatz, den Ellbogen und Schultern besitzt die Eisgraue Fledermaus zudem jeweils einen weißen Fleck. Die Schwanzflughaut und das Äußere der Ohren ist mit 3,3 mm langem Fell dicht behaart.

## Lebensweise
Die Eisgraue Fledermaus ist wie die meisten Fledermäuse nachtaktiv und beginnt etwa 2 Stunden nach Sonnenuntergang, meist nach der Hauptaktivität der Roten Fledermaus mit der Futtersuche. Regional wird die Art aber auch erst 5–6 Stunden nach Sonnenuntergang aktiv. Das dichte, isolierende Fell erlaubt es der Art auch bei kühlen Temperaturen bis zu einem Minimum von 0 °C zu fliegen. Im Segelflug erreicht sie dabei eine Geschwindigkeit von über 20 km/h. Die Eisgraue Fledermaus gilt als Motten-Spezialist, frisst jedoch auch Käfer, Heuschrecken, Termiten, Libellen und Wespen. 
Eisgraue Fledermäuse sind in der Regel Einzelgänger, die tagsüber im Blattwerk von Bäumen 3–5 m über dem Boden hängen. Man geht davon aus, dass die Eisgraue Fledermaus wie auch ihre Schwesterart, die Rote Fledermaus, zu den migrierenden Fledermäusen gehören. Über die genauen Routen oder alternativen Winterquartieren für den Winterschlaf ist nichts bekannt. Im Frühjahr und Herbst wurden jedoch schon größere Gruppen beim Fliegen beobachtet, was auf ein Zugverhalten hinweisen könnte.

## Fortpflanzung
Wie bei vielen anderen Fledermausarten der gemäßigten Breiten findet die Paarung der Eisgrauen Fledermaus im Herbst statt. Die Weibchen lagern die Spermien durch den Winter hindurch in ihren Geschlechtsorganen. Der Eisprung erfolgt im April und Mai, wonach die Eizelle mit den gelagerten Spermien befruchtet wird. Im Mai bis Juli bringen die Weibchen jeweils 1–4 Jungtiere zur Welt, welchen von feinen grauen Haaren bedeckt sind. Augen und Ohren sind geschlossen und öffnen sich erst nach 12 bzw. 3 Tagen. Ab dem Alter von ca. einem Monat unternehmen die Jungen erste Flugversuche. Nachts werden die Jungtiere am Hangplatz zurückgelassen, hängen tagsüber aber am Muttertier.

## Verbreitung

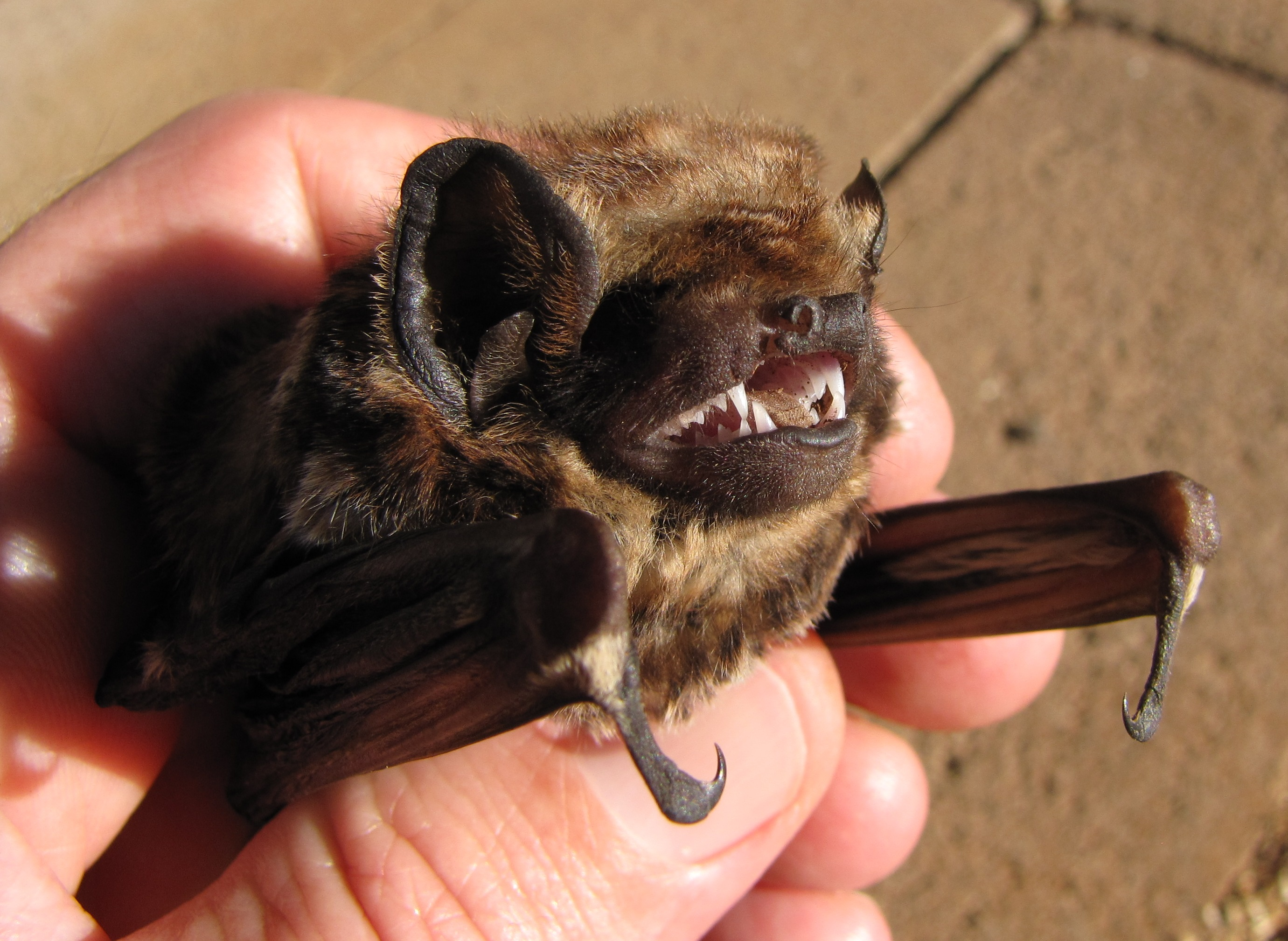
Die Hawaiische Silberfledermaus (Lasiurus cinereus semotus) wird von manchen Forschern als eigenständige Art betrachtet.

Die Eisgraue Fledermaus kommt nördlich in Kanada, in den Vereinigten Staaten, in Mexiko, sowie im nördlichen Honduras vor. In Zentralamerika beschränkt sich der Verbreitungsraum auf die westliche Region Panamas. In Südamerika liegt das Verbreitungsgebiet im Norden in Zentral-Kolumbien und dem Westen Venezuelas sowie östlich der Anden am Rand des Amazonasbeckens von Peru bis an die zentrale Westküste Brasiliens und im Süden bis Zentral-Argentinien. Ein weiteres Verbreitungsgebiet liegt westlich der Anden in Zentral-Chile. Die IUCN schätzt die Art dank ihrer weiten Verbreitung und ihres Vorkommens in geschützten Gebieten als ungefährdet ein. Die Unterart Lasiurus cinereus semotus ist die einzige endemische Fledermaus auf den Hawaii-Inseln.